# Bashar
Bashar est un grade militaire fictif Sardaukar dans l’univers de Dune.
Il s’agit du deuxième grade le plus élevé, derrière Bashar Suprême. En dessous, il y a le grade de Levenbrech.
Les Bashar Suprêmes les plus célèbres sont Vorian Atréides, premier à porter le titre pour ses exploits lors du Jihad Butlérien, et Miles Teg, le Bashar mentat du Bene Gesserit et de son ghola.
Zum Garon et son fils, le commandant Candon Garon mort lors de la reprise d’Ix par la Maison Vernius, portent également le grade de Bashar.